# Schneckenhauskäfer

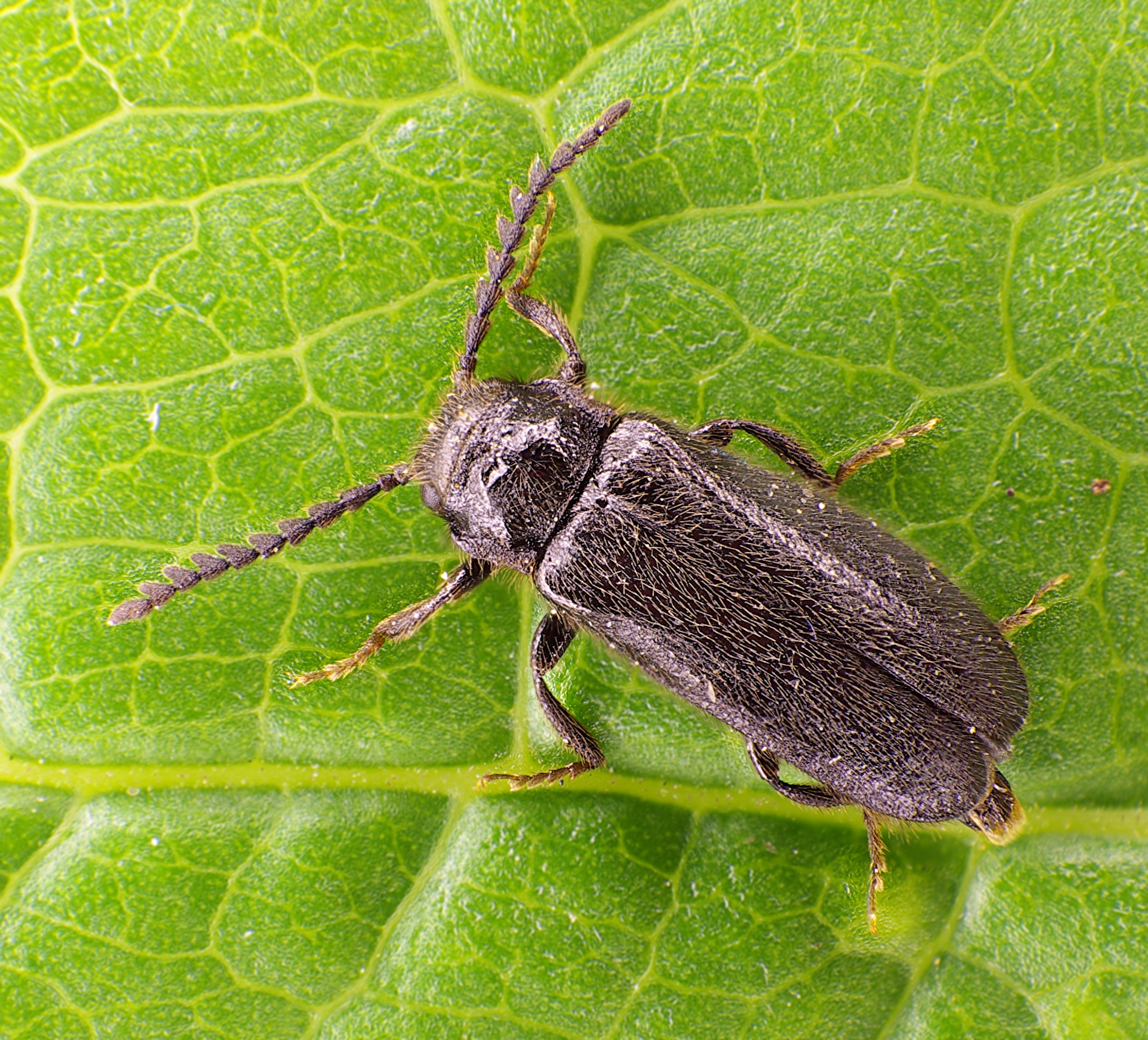
Drilus concolor

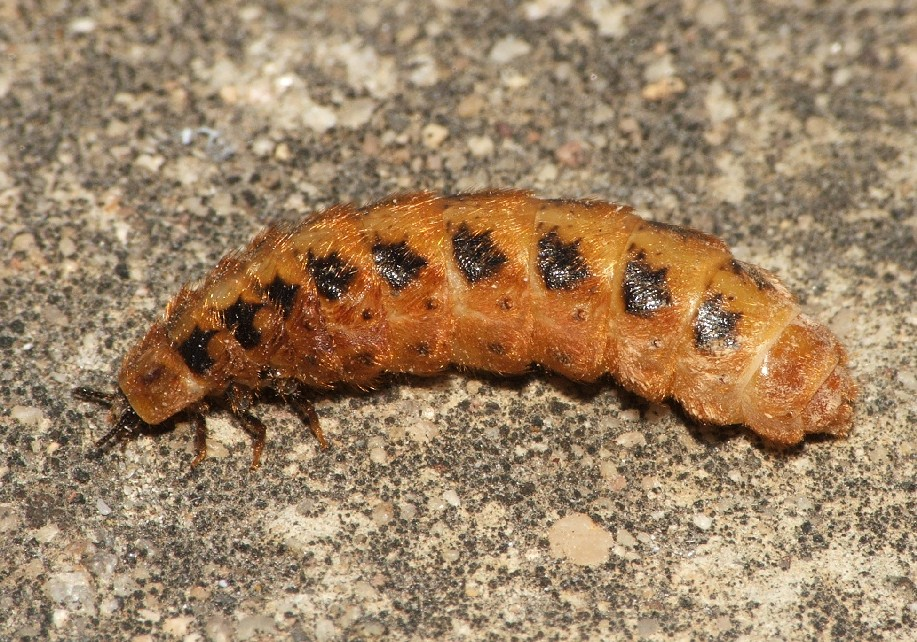
Adultes Weibchen von Malacogaster passerinii

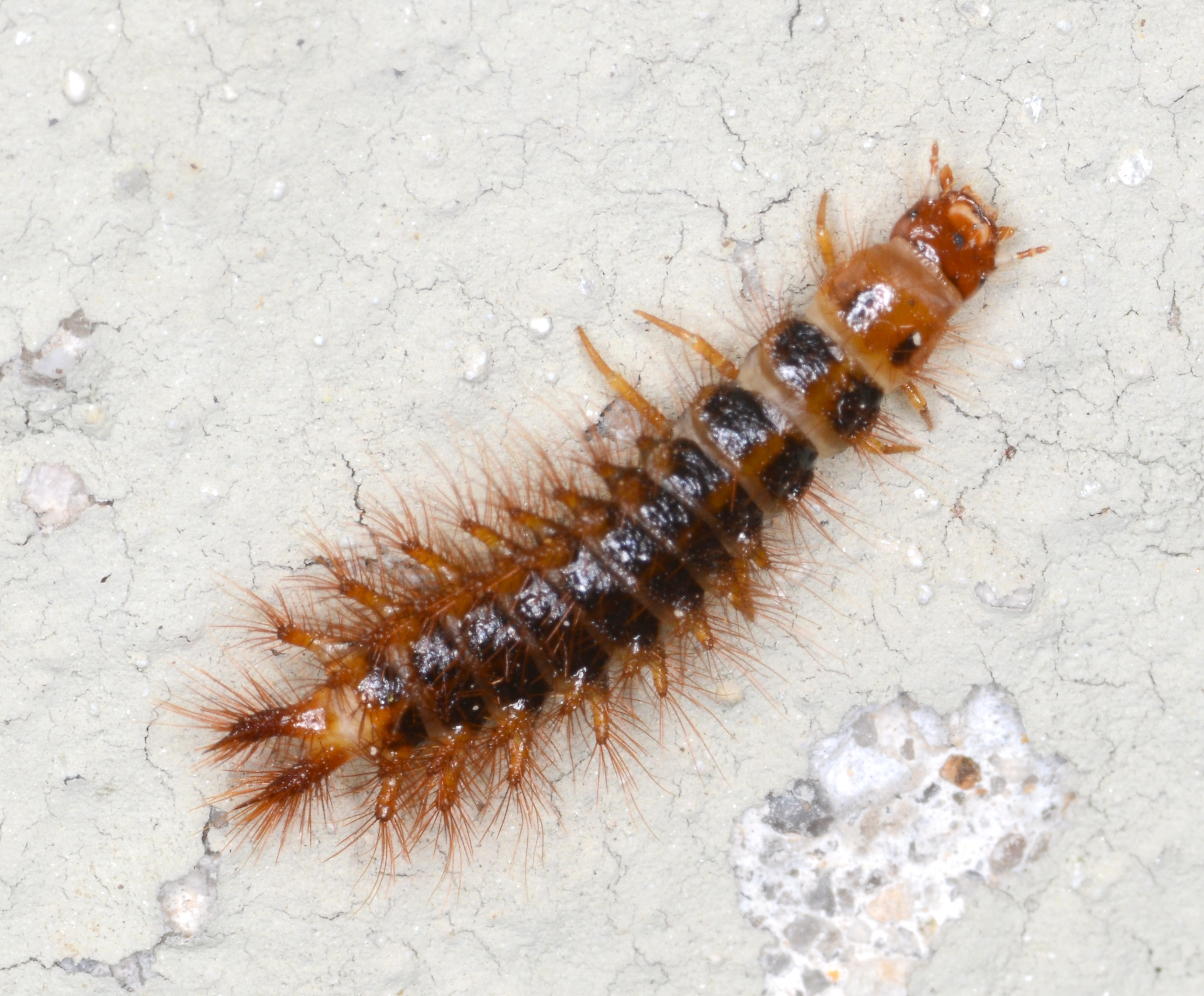
Larve eines Schneckenhauskäfers

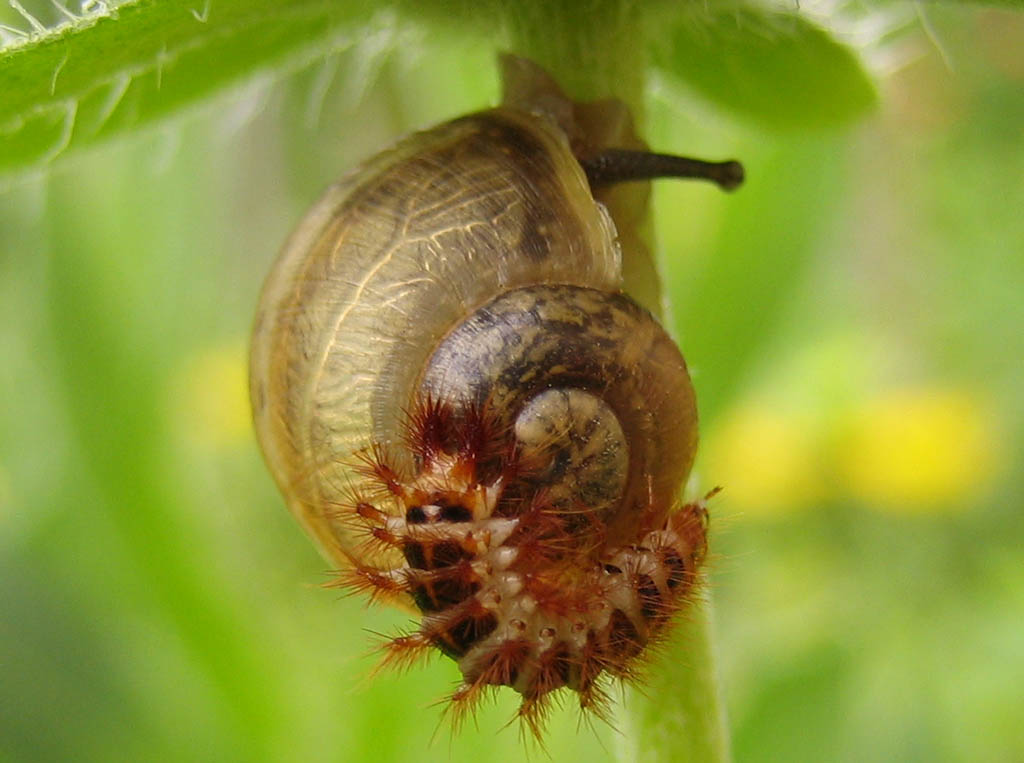
Larve der Gattung Drilus an einer Schnecke

Die Schneckenhauskäfer (Drilini) sind eine Tribus in der Unterfamilie Agrypninae der Familie der Schnellkäfer (Elateridae). Die Gruppe stand bis zur Reklassifikation durch Kundrata & Bocak (2011) im Familienrang, wobei die Verwandtschaftsverhältnisse bis zuletzt als unklar galten. Weltweit sind etwa 90 Arten in vier Gattungen bekannt. In Europa kommen 16 Arten vor, in Mitteleuropa sind es mit Drilus concolor und Drilus flavescens nur zwei.

## Merkmale der Käfer

### Männchen
Die männlichen Käfer sind 2,4 bis 10,8 Millimeter lang. Sie haben einen mäßig sklerotisierten, langgestreckten, dorsoventral abgeflachten, parallelrandigen bis hinten leicht verbreiterten Körper. Sie sind entweder dunkelbraun bis schwarz gefärbt (Gattung Paradrilus, die meisten Arten der Gattung Drilus und manche der Gattung Selasia), oder hellbraun bis gelb (die meisten Arten der Gattung Selasia). Selten haben sie kräftig rot gefärbte Körperteile (Gattung Malacogaster). Der Körper der Tiere ist spärlich, häufig lang und mäßig aufrecht behaart. Das Pronotum und die Deckflügel (Elytren) glänzen manchmal und haben eine feine bis grobe, dichte Skulpturierung. Der Kopf trägt nach unten gerichtete (hypognathe) Mundwerkzeuge. Er ist klein und nur wenig in den Prothorax eingezogen. Inklusive der Facettenaugen ist er nahezu gleich breit wie das Pronotum am Vorderrand. Bei manchen Gattungen ist er vorne verlängert. Die Einlenkungen der Fühler sind weit voneinander getrennt und befinden sich seitlich vorn am Kopf. Sie sind von oben betrachtet kaum zu sehen. Die elfgliedrigen Fühler sind kräftig und erreichen etwa ein Drittel der Länge der Deckflügel. Sie verjüngen sich zu ihrer Spitze hin. Bei der Gattung Paradrilus sind sie fadenförmig, bei den Gattungen Drilus und Malacogaster sind sie stark gezähnt bis fächerförmig, bei der Gattung Selasia sind sie fächerförmig mit sehr langen Lamellen. Das erste Fühlerglied (Scapus) ist birnenförmig, etwas asymmetrisch und kräftig gebaut. Das zweite bis vierte Fühlerglied ist in seiner Länge unterschiedlich ausgebildet, die darauffolgenden Glieder werden jedoch zur Fühlerspitze hin zunehmend kürzer. Sämtliche Glieder sind mit mäßig dicht, aufrecht beflaumt. Die halbkugelförmig hervortretenden Facettenaugen befinden sich seitlich am Kopf. Die Frontoclypealnaht fehlt, die vordere Kante des Frontoclypeus ist konkav. Das Labrum ist vorne membranös und trägt an der Spitze lange Setae. Die Mandibeln sind lang, schlank und deutlich gekrümmt. Sie besitzen am Innenrand bei manchen Arten einen mittigen Zahn. Die Maxille besitzt verwachsene Kauladen (Galea, Lacinia). Die Maxillarpalpen sind klein und viergliedrig. Das Labium liegt quer und besitzt keine Ligula. Die Labialpalpen sind klein und viergliedrig. Das Pronotum ist flach und trägt hat bei manchen Arten eine glänzende Oberfläche auf der Scheibe. Die Ränder sind immer fein bis grob punktförmig strukturiert. Die Punktierung ist entweder am Rand dicht und zur Mitte hin zunehmend lockerer, oder sie ist überall ungefähr gleichmäßig. Das Pronotum ist mittig 1,22 bis 1,45 Mal breiter als lang, wobei sich die breiteste Stelle im vordersten Drittel befindet. Selten ist es basal am breitesten. Das Schildchen (Scutellum) ist klein und an der Spitze einfach abgerundet. Die Deckflügel sind abgeflacht und nahezu parallelrandig oder hinten leicht verbreitert, wobei sich der breiteste Teil im apikalen Drittel befindet. Sie sind 2,20 bis 2,90 Mal länger als an der Schulter breit. Sie glänzen und sind spärlich bis dicht, fein aufrecht beflaumt. Längsrillen fehlen, maximal sind sie sehr schwach, unregelmäßig in Längslinien punktiert. Die Hinterflügel sind bei den Männchen aller Arten voll entwickelt; es gibt niemals brachyptere oder aptere Individuen. Das Apikalfeld der Flügel ist sehr kurz und trägt anterior ein oder zwei schräg liegende Sklerite und ein weiteres Sklerit posterior. Die Radialzelle ist groß und weist einen etwas spitzen posterobasalen Winkel auf. Die Querader R3 ist sehr lang und verläuft schräg. Das Medialfeld trägt zwei oder drei frei liegende Flügeladern und keine zweite Cubitoanalzelle (WC). Die Beine sind schlank und leicht abgeflacht. Die Hüften (Coxen) sind deutlich getrennt, die Schenkelringe (Trochanter) sind kräftig. Die Schienen (Tibien) tragen apikal keine Dornen. Die Tarsen bestehen aus fünf schlanken Tarsengliedern. Die Klauen sind einfach. Der Hinterleib trägt sieben Ventrite (bauchseitige Sklerite). Der Aedeagus ist von dreilappigen Typ und hat eine feine, sichelförmige Basis und trägt normalerweise basal Fortsätze. Der Phallus ist lang, in der Regel länger als die Paralere. Er ist basal am breitesten und manchmal deutlich gekrümmt.

### Weibchen
Die adulten Weibchen sind 13 bis 35 Millimeter lang und haben ein larvenähnliches Aussehen mit langgestrecktem (Gattungen Drilus, Malacogaster) oder kräftig gebautem Körper (Selasia). Der Körper ist dorsoventral leicht abgeflacht, hat parallele Seitenränder (Drilus), oder ist hinten deutlich verbreitert (Selasia). Die Cuticula ist weich und bei der Gattung Drilus schwach, bei Selasia mäßig sklerotisiert. Sie sind gelblich braun bis dunkelbraun gefärbt. Ihr Kopf ist klein und hat nach vorne gerichtete (prognathe) Mundwerkzeuge. Er ist etwas breiter als lang und etwa halb so breit wie der Prothorax. Die kleinen, flachen Facettenaugen liegen seitlich. Die Fühlereinlenkungen sind unauffällig und weit voneinander getrennt. Die kräftigen, fadenförmigen, zehngliedrigen Fühler sind kurz und etwa so lang wie der Kopf. Der birnenförmige Scapus ist kräftig und etwas asymmetrisch. Das zweite Fühlerglied (Pedicellus) ist kürzer. An der Spitze der Fühler sind die Glieder bei der Gattung Drilus sehr klein und schmal. Die Mandibeln sind lang, schlank und deutlich zur Spitze hin gekrümmt. Sie tragen am Innenrand einen Zahn. Sowohl Maxillar-, als auch Labialpalpen sind klein und haben sehr schlanke Basalglieder. Das vorletzte Glied ist breiter als lang, das letzte ist zugespitzt. Die Segmente des Thorax sind larvenförmig gebaut und etwas schmaler als die des Hinterleibs. Beide Flügelpaare fehlen vollständig. Die Beine sind ähnlich wie bei den Männchen gebaut, aber kürzer. Die Hüften sind weit getrennt und die Klauen sind gepaart. Der Hinterleib hat neun sichtbare Segmente, wobei das breiteste sich im hintersten Drittel befindet. Das letzte, neunte Segment ist viel kleiner und schmaler als die übrigen.

## Merkmale der Larven
Die Larven haben einen langgestreckten, leicht abgeflachten und manchmal leicht C-förmig gekrümmten Körper. Bis auf das letzte Larvenstadium besitzen alle Larven eine auffällige Behaarung aus langen Setae, insbesondere am Rücken des Hinterleibs. Außerdem haben die Larven der Gattungen Malacogaster und Drilus stark sklerotisierte und pigmentierte Tergite und etwas weniger stark sklerotisierte Ventrite. Am Kopf sind die Mundwerkzeuge nach vorne gerichtet. Der Kopf ist sklerotisiert, kurz und teilweise in den Prothorax zurückgezogen. Auf beiden Seiten befindet sich je ein Punktauge (Ocellus). Ihr Labrum ist mit der Kopfkapsel verwachsen. Die Fühler sind dreigliedrig, wobei sich der Bereich mit den Sinnesrezeptoren am vorletzten Segment befindet, das kürzer ist als das letzte. Die Mandibeln sind schmal, sichelförmig und basal weit getrennt. Ihre Spitzen sind leicht nach oben gekrümmt und sie weisen Kanäle zum Saugen an der Beute auf. Die Maxillarpalpen sind viergliedrig, die Labialpalpen zweigliedrig. Die Larven besitzen einen dichten, haarigen präoralen Filter. Der Prothorax besitzt nahezu parallele Seitenränder, verbreitert sich nach hinten aber geringfügig. Er ist fast so lang wie Meso- und Metathorax zusammen. Die Beine sind fünfgliedrig, wobei die Prätarsen zwei spachtelförmige Setae tragen.
Auf den Hinterleibssegmenten befinden sich seitlich gut entwickelte Fortsätze an den Tergiten und Pleura, die lange Setae tragen. Am ersten bis achten Hinterleibssegment sind Stigmen ausgebildet, die eine Doppelöffnung besitzen. Am neunten Tergit befindet sich ein Paar kräftiger, unbeweglicher Urogomphi, die zahlreiche gut entwickelte Setae besitzen und zugespitzt enden. Das zehnte Hinterleibssegment bildet ein saugnapfförmiges Pygopodium. Leuchtorgane sind nicht ausgebildet. Im letzten Larvenstadium ist der Körper der Larven stark C-förmig gekrümmt und der Körper verjüngt sich von hinten nach vorne stark. Setae sind dann bei den Gattungen Malacogaster und Drilus auf den Rücken des zweiten bis zehnten Hinterleibssegments beschränkt, die restliche Körperoberfläche ist glatt, unsklerotisiert und hell gefärbt. Nur auf den hinteren Teilen des Rückens am Hinterleib sind die Larven in diesem Stadium mäßig sklerotisiert. Die seitlichen Fortsätze an den Tergiten und Pleura sind stark zurückgebildet und tragen nur kurze Setae. Auch die Mandibeln sind stark zurückgebildet, ebenso die Beine, die auch weniger sklerotisiert sind als bei den vorhergehenden Stadien und denen die Klauen fehlen. Am neunten Tergit befinden sich zwei Paar unbeweglicher, gut sklerotisierter Urogomphi, das zehnte Hinterleibssegment ist etwas zurückgebildet.

## Verbreitung und Lebensraum
Die meisten Gattungen und Arten treten im Mittelmeerraum auf, wobei das Vorkommen der Gattung Paradrilus auf die eiszeitlichen Rückzugsgebiete auf der Iberischen Halbinsel beschränkt ist. Die Gattungen Drilus und Malacogaster treten im Mittelmeerraum weit verbreitet auf, nur zwei Drilus-Arten, Drilus concolor und Drilus flavescens, findet man auch nördlich der Alpen. Die Gattung Selasia ist afrotropisch, auf der Arabischen Halbinsel und auf Sokotra verbreitet.
Schneckenhauskäfer besiedeln verschiedene Lebensräume, in denen auch terrestrisch lebende Weichtiere leben. In Mitteleuropa sind sie im Flachland oder in niedrigen Bergwäldern am häufigsten, im Mittelmeerraum sind sie es von Küstensumpfgebieten bis in hohe Lagen. Die afrotropisch lebenden Arten der Gattung Selasia kommen vor allem in Wäldern und buschigen Lebensräumen vor.

## Lebensweise
Die Larven der Käfer ernähren sich räuberisch von an Land lebenden Weichtieren. Bei adulten Männchen ist eine Nahrungsaufnahme nicht dokumentiert. Sie sind tagaktiv, besitzen ihr Aktivitätsmaximum aber am Abend vor dem Sonnenuntergang, wenn die Luftfeuchtigkeit hoch und die Temperaturen niedriger sind. Sie treten im Flachland Südeuropas ab Ende März auf; in den Berglagen findet man sie bis Ende Juli und sind in der Krautschicht und in der niedrigen Strauchschicht zu finden. Zwar sind die Männchen flugfähig, ihr Flug ist jedoch langsam und zögernd, wodurch ihre Ausbreitungsfähigkeit und Mobilität sehr gering ist. Alle bisher bekannten Weibchen der Gattungen Drilus, Malacogaster und Selasia besitzen keine Flügel und weisen am Thorax und Hinterleib einen larvenähnlichen Körperbau auf. Man findet sie ebenso wie die Larven in leeren Schneckenhäusern oder bei der Jagd am Erdboden.
Die Larven der Gattung Drilus und Malacogaster fressen vermutlich in jedem Larvenstadium an einem einzelnen Schneckenindividuum. Dabei gibt es Käferarten mit breitem Beutespektrum, einige scheinen aber auf einzelne Schneckenarten oder -gattungen spezialisiert zu sein. Die Larven dringen manchmal über die Gehäuseöffnung ein, häufiger aber fressen sie sich ein rundes Loch durch die Wand des Schneckenhauses. In jedem Stadium wird zunächst die Schnecke gefressen und die leere Schale als Schutz verwendet. Das neue Larvenstadium verlässt das Gehäuse in der Regel durch ein zweites selbst geschaffenes Austrittsloch. Als biologischer Grund für das Verhalten gilt, dass Schnecken sich häufig mit ihrem Gehäuse an festen Oberflächen festsetzen, wodurch die Larve gefangen wäre. Außerdem ist die Gehäuseöffnung oft durch Zähne und Grate eingeengt. Letztendlich findet die Verpuppung auch in einem Schneckenhaus statt. In den frühen Larvenstadien kann es vorkommen, dass mehrere Larven gemeinsam in einem Schneckenhaus leben. Die Lebensweise der Larven der Gattung Paradrilus ist unbekannt, aber vermutlich ähnlich. Die Schneckenhauskäfer sind überwiegend nur von den adulten Männchen bekannt und auf Grund ihrer Seltenheit selbst in den größten europabezogenen Käfersammlungen wenig vertreten. Der letzte Nachweis von Paradrilus opacus erfolgte am Ende des 19. Jahrhunderts, sodass es denkbar ist, dass die Art ausgestorben ist. Die Männchen der Gattung Selasia werden häufig durch künstliche Lichtquellen angelockt.
Für viele Arten werden, meist auf schmaler Datenbasis, zwei oder drei Larvenstadien angenommen. Zumindest eine im Labor gehälterte Drilus-Larve fraß aber hintereinander acht Schneckenindividuen, jeweils von einer Häutung (im leergefressenen Schneckenhaus) gefolgt. Die Länge des Lebenszyklus und die Zahl der Larvenstadien sind also möglicherweise größer als früher gedacht.

## Taxonomie und Systematik
Die ersten bekannten Arten der Schneckenhauskäfer wurden aus West- und Südeuropa 1790 durch Olivier und 1834 durch Bassi erstbeschrieben. Laporte beschrieb 1836 die afrotropische Gattung Selasia und weitere Arten aus dem östlichen Mittelmeerraum, Nordafrika und dem Kaukasus wurden erstbeschrieben. Zunächst wurden der Gruppe als Familie nur die drei Gattungen Drilus, Malacogaster und Selasia zugerechnet. Die weiteren drei heute bekannten Gattungen kamen erst im frühen 20. Jahrhundert hinzu. Historisch wurde die Gruppe als Familie verwandtschaftlich nahe den Leuchtkäfern (Lampyridae), Omalisidae und anderen Käfern mit schwach ausgebildeter Sklerotisierung innerhalb der Überfamilie Cantharoidea (sensu Crowson, 1955) gesehen. Crowson schränkte die Familie 1972 auf die Gattungen Drilus, Malacogaster und Selasia ein und stellte außerdem die Gattung Pseudeuanoma vorläufig statt zu den Omalisidae auch zu dieser Familie. Er erwähnte jedoch, dass weitere, weniger artenreiche Gattungen, wie etwa Euanoma und Paradrilus ebenfalls den Schneckenhauskäfern zuzurechnen sein könnten, er dafür jedoch kein Untersuchungsmaterial besaß. Die orientalisch und ostpaläarktisch verbreiteten Gattungen, die der Familie ursprünglich zugerechnet wurden, wurden von ihm jedoch zu den Leuchtkäfern, Rhagophthalmidae, Omethidae und Rotdeckenkäfern (Lycidae) gestellt. Die von Leschen, Beutel & Lawrence (2010) verwendete Klassifikation richtet sich nach Lawrence & Newton (1995) und unterscheidet folgende sechs Gattungen: Drilus, Euanoma, Malacogaster, Paradrilus, Pseudeuanoma und Selasia. Die Monophylie der Schneckenhauskäfer galt lange nur unzureichend sicher begründet, da es keine einzige Synapomorphie gab, die bei allen sechs Gattungen auftrat. Auch die verwandtschaftliche Stellung der Familie zu den übrigen Familien der Überfamilie war unklar. Beutel (1995) vermutete eine nahe Verwandtschaft zu den Familien Omalisidae, Lycidae und Lampyridae, wohingegen Branham & Wenzel (2003) die Familie als Schwestergruppe zu allen übrigen Familien der Gruppe sahen. Molekulargenetische Untersuchungen von Bocakova et al. 2007 legten eine nahe Verwandtschaft zwischen Omalisidae, Drilidae und Schnellkäfern (Elateridae) nahe und betrachten die Familien Lycidae, Lampyridae und Cantharidae als entfernter verwandt.
Nach einer Untersuchung von rDNA und mtDNA der schwach sklerotisierten Gruppen der Elateroidea durch Kundrata & Bocak (2011) zeigte sich, dass die bis dahin vertretene bzw. vermutete Klassifikation der Drilidae aufgegeben werden musste und sowohl die Zusammensetzung der Gruppe, als auch der Familienrang nicht mehr aufrechtzuerhalten war. Stattdessen wurde die Familie als Tribus in der Unterfamilie Agrypninae der Familie der Schnellkäfer (Elateridae) zugerechnet, wobei die Gattungen Pseudeuanoma und Euanoma zur Familie Omalisidae gestellt wurden. Entsprechend umfasst die Tribus der Schneckenhauskäfer nach aktueller Ansicht folgende Gattungen:
- Drilus (25 Arten)
- Malacogaster (10 Arten)
- Paradrilus (1 Art)
  - Paradrilus opacus
- Selasia (etwa 50 Arten)

Folgende Arten treten in Europa auf:
- Drilus amabilis Schaufuss, 1867
- Drilus concolor Ahrens, 1812
- Drilus creticus Pic, 1905
- Drilus distincticollis Pic, 1907
- Drilus flavescens Olivier, 1790
- Drilus fulvicollis Audouin, 1824
- Drilus fulvicornis Kiesenwetter, 1859
- Drilus funebris Reitter, 1894
- Drilus humeralis Pic, 1931
- Drilus longulus Kiesenwetter, 1859
- Drilus mauritanicus Lucas, 1842[6]
- Drilus rufipes (Baudi, 1871)
- Drilus schwarzi Reitter, 1891
- Drilus striatus Pic, 1929
- Drilus testaceipes Pic, 1933
- Malacogaster maculiventris Reitter, 1894[6]
- Malacogaster nigripes Schaufuss, 1867
- Malacogaster passerinii Bassi, 1833
- Paradrilus opacus Kiesenwetter, 1866[6]

## Belege
1. 1 2 3 4 5 6 7 8 9  Richard A. B. Leschen, Rolf G. Beutel, John F. Lawrence (Hrsg.): Coleoptera, Beetles (= Handbook of Zoology. Arthropoda: Insecta). Band 2: Morphology and Systematics (Elateroidea, Bostrichiformia, Cucujiformia partim). de Gruyter, 2010, ISBN 978-3-11-019075-5, S. 104 ff. (englisch).
2. 1 2  Robin Kundrata & Ladislav Bocak: The phylogeny and limits of Elateridae (Insecta, Coleoptera): is there a common tendency of click beetles to soft-bodiedness and neoteny?. Zoologica Scripta 40, Nr. 4, April 2011, S. 364–378 doi:10.1111/j.1463-6409.2011.00476.x.
3. 1 2  Drilidae. Fauna Europaea, abgerufen am 3. November 2014.
4. ↑  Karl Wilhelm Harde, František Severa: Der Kosmos-Käferführer. Die mitteleuropäischen Käfer. Franckh-Kosmos, Stuttgart 2000, ISBN 3-440-06959-1, S. 184.
5. 1 2  Els Baalbergen, Renate Helwerda, Rense Schelfhorst, Ruth F. Castillo Cajas, Coline H. M. van Moorsel, Robin Kundrata, Francisco W. Welter-Schultes, Sinos Giokas, Menno Schilthuize (2014): Predator-Prey Interactions between Shell-Boring Beetle Larvae and Rock-Dwelling Land Snails. PLoS ONE 9(6): e100366. doi:10.1371/journal.pone.0100366
6. 1 2 3  José Luis Zapata de la Vega & Antonio Sánchez-Ruiz (2012): Catálogo actualizado de los Elatéridos de la Península Ibérica e Islas Baleares (Coleoptera: Elateridae). Arquivos entomolóxicos 6: 115-271.